# Amarantine
Amarantine är ett studioalbum av den irländska sångaren Enya. Det gavs ut den 22 november 2005 och innehåller 12 låtar.

## Låtlista
| Nr  | Titel                        | Längd |
| --- | ---------------------------- | ----- |
| 1.  | Less Than a Pearl            | 3:44  |
| 2.  | Amarantine                   | 3:13  |
| 3.  | It's in the Rain             | 4:08  |
| 4.  | If I Could Be Where You Are  | 4:01  |
| 5.  | The River Sings              | 2:49  |
| 6.  | Long Long Journey            | 3:17  |
| 7.  | Sumiregusa (Wild Violet)     | 4:42  |
| 8.  | Someone Said Goodbye         | 4:02  |
| 9.  | A Moment Lost                | 3:08  |
| 10. | Drifting                     | 4:12  |
| 11. | Amid the Falling Snow        | 3:38  |
| 12. | Water Shows the Hidden Heart | 4:39  |

## Listplaceringar
| Lista               | Topplacering |
| ------------------- | ------------ |
| Australien          | 13           |
| Belgien (Flandern)  | 1            |
| Belgien (Vallonien) | 2            |
| Danmark             | 7            |
| Finland             | 22           |
| Frankrike           | 5            |
| Italien             | 8            |
| Nederländerna       | 5            |
| Norge               | 13           |
| Nya Zeeland         | 10           |
| Portugal            | 5            |
| Schweiz             | 3            |
| Spanien             | 9            |
| Sverige             | 4            |
| Österrike           | 4            |